# 科切列日基
48°40′8″N 35°40′51″E / 48.66889°N 35.68083°E
科切列日基（烏克蘭語：Кочережки），是烏克蘭的村落，位於該國中部第聶伯羅彼得羅夫斯克州，由巴甫洛格勒區負責管轄，始建於1750年，面積6.9平方公里，海拔高度84米，2001年人口1,670，人口密度每平方公里242.03人。